# 119 Althaea
119 Althaea је астероид главног астероидног појаса. Приближан пречник астероида је 57,30 km,
а средња удаљеност астероида од Сунца износи 2,580 астрономских јединица (АЈ).
Инклинација (нагиб) орбите у односу на раван еклиптике је 5,779 степени, а орбитални период износи 1514,157 дана (4,145 године). Ексцентрицитет орбите астероида износи 0,081.
Апсолутна магнитуда астероида износи 8,42 а геометријски албедо 0,230.
Астероид је откривен 3. априла 1872. године.